# 巴布拉拉
巴布拉拉（Babrala），是印度北方邦Budaun县的一个城镇。总人口14447（2001年）。

## 人口
该地2001年总人口14447人，其中男性7676人，女性6771人；0—6岁人口2497人，其中男1371人，女1126人；识字率55.64%，其中男性为63.00%，女性为47.29%。